# Gerhard Kleppinger
Gerhard Kleppinger (né le 1er mars 1958 à Ober-Ramstadt) est un ancien footballeur allemand, reconverti comme entraîneur.

## Biographie
Il participe avec la sélection allemande aux Jeux olympiques de 1988 organisés en Corée du Sud. Lors du tournoi olympique, il joue six matchs et remporte la médaille de bronze, inscrivant un but face à l'Italie.
Au cours de sa carrière de joueur, il joue 287 matchs en première division allemande, inscrivant 21 buts dans ce championnat.